# Légion de Mourmansk
 (mai 2019).
Si vous disposez d'ouvrages ou d'articles de référence ou si vous connaissez des sites web de qualité traitant du thème abordé ici, merci de compléter l'article en donnant les références utiles à sa vérifiabilité et en les liant à la section « Notes et références ».

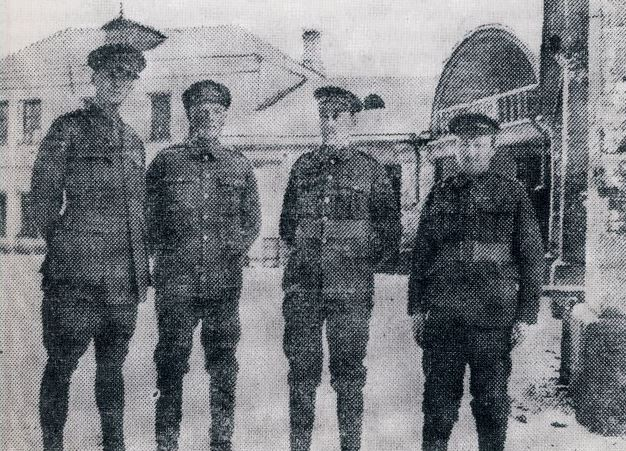
Officiers de la Légion de Mourmansk.

La Légion de Mourmansk ou Légion finlandaise est une unité militaire de la Royal Navy lors de l’intervention en Russie septentrionale en 1918-1919. Elle était surtout composée de Gardes rouges ayant fui après la Guerre civile finlandaise et de Finlandais travaillant sur la voie ferrée de Mourmansk.
La Légion est armée par les Britanniques et porte des uniformes britanniques. Elle est commandée par deux Finlandais promus colonels, Oskari Tokoi et Verner Lehtimäki qui étaient des Gardes rouges. La Légion se compose de 1 200 hommes en février 1919.